# Wasilij Rykow
Wasilij Nazarowicz Rykow (ros. Василий Назарович Рыков, ur. 13 sierpnia 1918 we Władywostoku, zm. 18 października 2011) – radziecki dyplomata i działacz partyjny.

## Życiorys
W 1936 skończył szkołę średnią w Noworosyjsku, później studiował w Instytucie Industrialnym w Nowoczerkasku, od 1941 był majstrem w fabryce w Irkucku, od 1943 należał do WKP(b). Od 1946 inżynier w Instytucie Naukowo-Badawczym Moskwie, od 1952 był w nim sekretarzem biura partyjnego, od 1956 II sekretarz, później I sekretarz Leningradzkiego Komitetu KPZR w Moskwie. Od 1961 inspektor KC KPZR, w latach 1963-1975 II sekretarz KC Komunistycznej Partii Turkmenistanu, od 10 kwietnia 1975 do 21 stycznia 1983 ambasador nadzwyczajny i pełnomocny ZSRR w Algierii, od 21 stycznia 1983 do 26 sierpnia 1988 ambasador nadzwyczajny i pełnomocny ZSRR w Indiach, od 1989 na emeryturze. W latach 1966–1971 zastępca członka, a w latach 1971-1990 członek KC KPZR. Deputowany do Rady Najwyższej ZSRR od VII do IX kadencji.